# تاريخ الأدب
تاريخ الأدب هو التطور التاريخي للكتابة النثرية والشعرية التي تقدم للقارئ أوالمستمع أوالمشاهد المتعة والثقافة والعلم فضلا عن التطور في التقنيات الأدبية المستخدمة في ايصال هذه القطع ببعضها. ليست كل الكتابات أدباً. بعض المواد المسجلة خطياً كبيانات مثال (سجلات الشيكات) لاتعتبر أدباً. وهذه المقالة تعنى فقط بتطور الأعمال السابق تعريفها.

## بدايات الأدب
الأدب والكتابة مع انها متصله الأ انها ليست مترادفه. الكتابات الأولية للسومريين القدامى مهما كان تعريفها معقولاً لاتشكل ادباً-والأمر نفسه ينطبق على الهيروغليفية المصرية في وقتها المبكر أو الآلاف من السجلات من العصور الصينية القديمة. التعريف موضوعي إلى حد كبير وهناك اختلاف دائم للعلماء فيما يتعلق بالكتابات المسجلة التي تشبه الأدب كثيرا.
وعلاوة على ذلك، لابد ان نضع في الأعتبار أنه نظرا لأهمية البعد كمعزل ثقافي في القرون الأولية، فأن التطور التاريخي للأدب لم يحدث بوتيرة واحده في أنحاء العالم. ومما يزيد من صعوبة إنشاء تاريخ عالمي موحد للأدب هو حقيقة ان العديد من النصوص فقدت على مدى آلاف السنين، إما عمدا أو عن طريق المصادفة أو بسبب التلاشي الكلي للثقافة. لقد كتب الكثير، على سبيل المثال تدمير مكتبة الأسكندرية في القرن الأول قبل الميلاد أدى إلى فقدان عدد لايحصى من النصوص الرئيسية بلهيب النيران. القمع المتعمد للنصوص (وغالبا حتى مؤلفيها) من جانب المنظمات إما الروحية أو ذات الطابع المؤقت أدى إلى تغطية الموضوع.
مع ذلك هناك نصوص أساسية معينة قد عزلت والتي لها الدور كابداية أولى للأدب. ومن أمثلتها ملحمة جلجامش في نسختها السومرية التي سبقت عام2000 قبل الميلاد. وكتاب الموتى المصري وهو مكتوب في بردية من العاني في حوالي عام 250 قبل الميلاد ولكن يحتمل ان تكون من حوالي القرن 18 قبل الميلاد. الأدب المصري القديم لم يكن مدرجاً ضمن الدراسات المبكرة للتاريخ الأدبي لأنه لم يتم ترجمة كتابات مصر القديمة إلى اللغات الأوروبية حتى القرن ال19 عندما تم فك رموز حجر الرشيد.
كثير من النصوص نقلت شفوياً على مدى قرون عدة قبل أن يتم تثبيتها في شكل خطي ولذا فمن الصعب أو المستحيل ان تؤرخ.جوهر ريجفدا ربما تؤرخ إلى منتصف الألفية قبل الميلاد. أسفار موسى الخمسة تؤرخ تقليديا إلى القرن الخامس عشر، على الرغم من أن الدراسات الحديثة تقدر بأن أقدم جزء لها مؤرخ بالقرن العاشر قبل الميلاد على اقرب تقدير.
إلياذة هوميروس والأوديسة تعود إلى القرن الثامن قبل الميلاد وتعتبر نقطة بداية العصور الكلاسيكية القديمة. وهما أيضا نقلا كتقاليد شفوية تعود إلى العصر البرونزي المتأخر.
نصوص سروتي الهندي التي يرجع تاريخها بعد ريجفدا (مثل ياجورفيدا وأتهارفافيدا وبراهمانا) فضلاً عن تناخ العبرية ومجموعة من القصائد الصوفية للاو تسي وتشينج تي تاو، أُرخت إلى العصر الحديدي، ولكن تواريخهم صعبة ومثيرة للجدل. كانت كبرى الملاحم الهندوسية المنقولة شفوياً أيضاً من المرجح انها سبقت فترة موريا. التقاليد الشفوية الأخرى ثُبتت خطياً بعد ذلك بكثير، مثل الشيخ ايدا التي كُتبت في القرن الثاني عشر أو الثالث عشر.
هناك العديد من المرشحين لأول رواية مكتوبة.

## العصور القديمة
الصين
أول مؤلف كبير في التكتيكات العسكرية والاستراتيجية هو صن تزو، صاحب فن الحرب التي لا تزال على رفوف العديد من ضباط العسكرية الحديثة (وطبقت مشورتها في عالم الأعمال أيضاً) الفلسفة تطورت بشكل مغاير في الصين عنها في اليونان، بدلاً من تقديم حوارات موسعة، المختارات الأدبية لكونفوشيوس ولاو تسي تشينج في الأقوال والأمثال قٌدمت بشكل أكثر مباشرة وتعليماً.
العصور الكلاسيكية القديمة
الأدب اليوناني
اهتم المجتمع اليوناني القديم اهتماماً كبيراً بالأدب. ويرى كثير من الكتاب ان تقاليد الأدب الغربي بدأت مع قصائد ملحمة الإلياذة والأوديسية، والتي لا تزال عملاقة في مفهوم الأدب لمهارة وحيوية تصويرها للحرب والسلام والشرف والعار والحب والكراهية. ومن أبرز الشعراء اليونانيين سافو الذي عرّف ومن نواحي كثيرة الشعر الغنائي كنوع ادبي.
الكاتب المسرحي المسمى إسكلس غير الأدب الغربي للأبد عندما أدخل افكار الحوار والشخصيات التفاعلية إلى الكتابة المسرحية. وبفعله هذا يعتبر هو أساساً من اخترع «الدراما»: ويُنظر إلى مسرحيته الثلاثية أوريستيا انها المتوجه لأنجازاته. ومن بعض منتجين المسرحيات هما سوفوكليس ويوريبيدس. وتقيد سوفوكليس بمهاره متطورة ساخره كأسلوب أدبي، وأشهرها في مسرحيته أوديب الملك. يوريبدس على العكس يستخدم مسرحياته لتحدي الأعراف والعادات الأجتماعيه-وهذه سمة مميزة للكثير من الأدب الغربي لـألفين وثلاثمائة سنه مقبله وما بعدها- واعماله مثل المدية. الباكوسيات وThe Trojan Women لا تزال بارزة لقدرتها على تحدي مفهومنا للياقة والجنس والحرب. أريستوفنس وهو كاتب مسرحي هزلي، عرّف وشكّل فكرة الكوميديا تقريبا كما شكّل إسكلس التراجيديا كفن أدبي- أكثر مسرحيات أرستوفان شهرة هي ليسستراتي وThe Fogs.
دخلت الفلسفة في الأدب في حوارات أفلاطون، الذي حول الأخذ والعطاء في الأستجواب السقراطي إلى صيغة مكتوبة. أرسطو، تلميذ أفلاطون، كتب العشرات من الأعمال في التخصصات العلمية، لكن أكبر أسهاماته في الأدب هو في الجانب الشعري، والذي يحدد مفهومه للدراما، ويرسي بذلك المعايير الأولى للنقد الأدبي.
العهد الجديد هو مجموعة غير عادية من النصوص--رسائل بولس هي أول مجموعة من الرسائل الشخصية التي عوملت كأدب، ويمكن القول بأن الأناجيل تقدم أولى السير الذاتية الواقعية في الأدب الغربي، وكتاب جون الوحي، على الرغم بأنه ليس الأول من نوعه، يعرف أساساً بنهاية العالم كنوع أدبي.
الأدب الاتيني
في كثير من النواحي، تجنب الكتاب من الجمهورية الرومانية والإمبراطورية الرومانية الأبتكار لصالح تقليد عظماء كتّاب اليونان. فرجيل إينييد في كثير من النواحي، احتذى إلياذة هوميروس، بلاتوس وهو كاتب مسرحي كوميدي كان على خطى اريستوفنس، مجلة او حوليات تاسيتوس وجرمانيا اتبعت النهج التاريخي نفسه لثيوسيديدز (المؤرخ المسيحي يوسابيوس تأثر أيضا، وان كانت كتاباته اكثرتأثراً بدينه عن أي من تاسيتوس أو ثيوسيديدز التي تأثرت بالشرك الروماني واليوناني) وتحولات أوفيد تكشف لنا الأساطير اليونانية في وسائل جديدة. ويمكن القول ان الكتّاب الرومانيين بعيدين عن التقليد بطيش، حسنوا أنواع الأدب التي انشئت بالفعل من قبل أسلافهم اليونانيين.
على سبيل المثال تحولات أوفيد أبدعت نموذج واضح من نوع تيار الشعور. ما لايمكن إنكاره هو ان الرومان بالمقارنة مع اليونانيين ابتكروا عدد من الأنماط الأدبيه بأنفسهم.
السخرية هي واحدة من عدد قليل من الإضافات الرومانية للأدب. هوريس كان أول من استخدم السخرية على نطاق واسع كأداة للحجة. وجوفينال استخدمه كسلاح.
أوغسطينوس صاحب مدينة الإله قدم للأدب الديني مأقدمه أفلاطون في الفلسفة. ولكن نهج اوغسطين كان اقل تخاطباً. أعترافاته ربما كانت أولى السير الذاتية حقيقة، وانها ادت إلى هذا النوع من الأدب الطائفي الذي هو الآن أكثر شعبية من أي وقت مضى.
الهند
سلمت تقاليد المعرفة والعلوم بالهند كل المفاهيم الفلسفية واللاهوتية من خلال تقاليد شروتي وسمريتي، يعني انه مايتم تعلمه وتجربته- وشملت هذه الفيدا. ويعتقد عموماً ان بوراناس هي أولى الكتابات الفلسفية في تاريخ الهند. بالرغم من أن الأعمال اللغوية السنسكريتية كانت موجودة قبل ألف عام قبل الميلاد. أعمال البوراني مثل الملاحم الهندية:رامايانا وماهابهاراتا، أثرت على أعمال أخرى لاحصر لها، بما في ذلك Balinese Kecak وعروض أخرى كعرائس الظل وايانج والكثير من الأعمال الأوروبية. أدب بالي (لغة) كان له دور هام في ظهور البوذية.الزهور في الأدب الكلاسيكي في اللغة السنسكرتية في فترات موريا وغوبتا، والتي تمتد تقريباً من القرن الثاني قبل الميلاد إلى القرن الثامن الميلادي.